# Chiesa cattolica nelle Isole Britanniche (1800-1850)

## L'emancipazione dei cattolici
Secondo la mentalità tipica dell'ancien régime, se i protestanti erano discriminati in Spagna, Francia o Austria, i cattolici lo erano in Gran Bretagna ed Irlanda (paesi in cui la religione di Stato era quella protestante). Non erano ammessi agli uffici pubblici (comprese le università), vi erano disposizioni severe contro i sacerdoti, fortissime limitazioni civili in Irlanda (per es. il diritto di proprietà). Sul finire del XVIII secolo si ebbero alcune aperture in Irlanda: nascita di un Parlamento semiautonomo a Dublino, il riconoscimento del diritto di proprietà entro certi limiti, la libertà di culto. Ma nel 1800, con l'Atto di unione alla Gran Bretagna, il Parlamento irlandese scomparve.
In genere i cattolici inglesi, essendo una minoranza, erano disposti ad accettare anche un compromesso. Gli irlandesi invece, essendo la grande maggioranza della popolazione, volevano o tutto o nulla. Nel 1813 venne proposta una legge che concedeva uguaglianza politica ai cattolici, ma a condizione che il governo potesse: a) porre il veto a nomine non gradite di vescovi; b) controllare le comunicazioni dei vescovi con Roma; c) far giurare ai cattolici, se eletti a cariche pubbliche, fedeltà alla Corona. Ma la proposta non ebbe conseguenze.
L'azione decisiva fu opera di Daniel O'Connell (1775-1847) che spostò la lotta sul campo democratico. Grazie a lui nel 1829 venne emanata la legge di emancipazione dei cattolici britannici, il Roman Catholic Relief Act 1829.
I punti principali dell'Atto di emancipazione (il cui tono, peraltro, è molto ostile ai cattolici):
- l'esordio ricorda le vecchie norme abrogate dall'art. 1 a condizione di un giuramento che nega ogni autorità politica diretta o indiretta del papa (art. 2);
- ai cattolici sono aperte le cariche civili e militari;
- è mantenuto comunque il divieto di accesso alle università (art. 16);
- sono vietati gli atti di culto e le vesti ecclesiastiche al di fuori dei luoghi di culto (art. 26);
- art. 28-38 contengono speciali leggi contro i religiosi; all'Ordine gesuita è proibita la dimora nel Regno [1] ed ai cittadini inglesi è proibito entrare nell'Ordine gesuita.

L'emancipazione dei cattolici nel Regno Unito fu un caso particolare di un fenomeno generale: l'affermazione della piena uguaglianza di tutti i cittadini di fronte alla legge, senza discriminazioni religiose; e questo perché a fondamento dell'unità politica di una nazione si pone non la fede religiosa, ma la comunanza di interessi politici.

## Il movimento di Oxford
Il «movimento di Oxford» sorse da una decisione del Parlamento che creò malcontento all'interno della Chiesa anglicana. Nel 1833 il Parlamento soppresse una quantità di diocesi anglicane in Irlanda, con la motivazione che fossero troppe per la sparuta comunità locale. In alcuni ambienti intellettuali tale decisione fu presa come un tentativo di usurpazione da parte dello Stato di un potere della Chiesa, cosa che sollevò la questione del controllo del Parlamento. Negli ambienti religiosi di Oxford un buon numero di personalità pervenne alla conclusione che la Chiesa si poteva difendere dal potere statale, purché la Chiesa stessa si riformasse. I leader di questo movimento erano gli anglicani Kelbe, Pusey, Ward, Faber, a cui si aggiunse, come loro guida spirituale, John Henry Newman.
Newman viveva, fin dal 1826, una lunga maturazione interiore, a contatto con gli amici di Oxford, intensificata dalla lettura dei Padri della Chiesa e dallo studio della «crisi ariana» . In quegli anni incominciava a sviluppare nuove idee sulla Chiesa, considerata come un anello di collegamento dell'uomo a Cristo. Quando scoppiò la crisi del 1833, Newman esercitava già un grande influsso negli ambienti religiosi di Oxford.
La protesta cominciò il 14 luglio 1833 con il discorso di John Keble sull'«apostasia nazionale», cioè sul pericolo insito nella Chiesa inglese dell'indifferenza e dell'irreligione, con un invito a lottare contro le usurpazioni dello Stato. Il 9 settembre uscì il primo dei novanta Tracts for the Times (fino al 1841), seguito da altri pamphlet scritti di Newman.
Caratteri essenziali del movimento, che assunse in breve tempo una posizione maggioritaria all'interno della chiesa nazionale:
- si proponeva un'interpretazione della Chiesa anglicana come "via media" tra gli errori del protestantesimo da un lato e quelli di Roma dall'altro;
- il dogmatismo contro il latitudinarismo dogmatico: chiesa visibile, con gerarchia composta di vescovi successori degli Apostoli, con sacramenti e riti come canali della grazia;
- indipendenza dallo Stato e rinnovamento della pietas mediante lo studio dei Padri della Chiesa, ed anche dei teologi del Seicento.

Nel febbraio 1841, Newman arrivò a dire, nel novantesimo Tract, che i 39 articoli della fede anglicana (1571) non erano compatibili con l'essenza del cristianesimo. Questo gli causò l'allontanamento da Oxford; si ritirò a Littlemore come vicario. Entrò in crisi profonda, vedendo poco a poco crollare la sua "via media". Gradualmente si avvicinò al cattolicesimo: capì che il devozionismo, accusa che lui stesso aveva fatto ai cattolici, era un elemento accidentale; che la chiesa inglese viveva come gli ariani del IV secolo; che solo la Chiesa di Roma è quella a cui Cristo ha promesso stabilità; che Roma non ha tradito il cristianesimo antico e che le aggiunte al simbolo di fede fatte dai romani "sono sviluppi nati da una comprensione profonda e viva del deposito divino della fede".
Il 26 settembre 1843 Newman pronunciò la sua ultima omelia come vicario anglicano della parrocchia di Littlemore; si ritirò in seguito a vita privata e il 9 ottobre 1845 fu accolto nella Chiesa cattolica tramite l'opera del passionista Domenico della Madre di Dio.
Altra personalità protagonista di quegli anni, accanto a Newman, fu quella di Nicholas Wiseman. Figlio di padre irlandese e madre spagnola, dopo aver vissuto per un certo periodo a Roma (fu rettore del collegio irlandese), si trasferì in Inghilterra, a Londra. Diede numerose conferenze con le quali infiammò l'opinione pubblica. Nel 1836 fondò la Dublin Review. Incoraggiò il movimento di Oxford.